# Стальной шлем
«Стальной шлем, союз фронтовиков», (нем. Stahlhelm, Bund der Frontsoldaten, Штальхельм) — немецкая правоконсервативно-монархическая политическая и боевая организация в Веймарской республике, в 1918 — 1933 годов.

## История
Организация «Стальной шлем» была создана в декабре 1918 года в Магдебурге (Веймарская республика) реваншистски настроенными офицерами после поражения Германской империи в Первой мировой войне. Евреям и социалистам членство в организации было запрещено.
Руководителем «Стального шлема» с момента его основания и до включения организации в состав штурмовых отрядов после прихода к власти нацистов был Франц Зельдте. Организация, по сути, представляла собой военное крыло Немецкой национальной партии (Deutschnationale Volkspartei) Теодора Дюстерберга.
Численность «Стального шлема» достигла 500 000 человек в 1930 году.
В 1929 году «Стальной шлем», объединился с другими правыми (националистическими, антикоммунистическими и антидемократическими) организациями и партиями — НСДАП, Немецкой национальной народной партией, «Рейхсландбундом» (Reichslandbund) и Пангерманским союзом — в так называемый «Гарцбургский фронт» против правительства Генриха Брюнинга, социал-демократической и коммунистической партий.
13 марта 1932 года «Стальной шлем» принял участие в президентских выборах как самостоятельная партия, его кандидат Теодор Дюстерберг (как «независимый») набрал 6,8 % голосов.
Многие члены «Стального шлема», в частности Пауль Хауссер, впоследствии сделали карьеру при нацистском режиме. Композитор Герман Блюме, написавший много маршей и песен для «Стального шлема», позднее стал известным автором пропагандистских песен нацистского режима. Некоторые его марши используются современным бундесвером.
В 1951 году организация была восстановлена, в ФРГ, под названием Der Stahlhelm e. V. — Bund der Frontsoldaten — Kampfbund für Europa (Стальной Шлем — Союз фронтовиков — Союз борьбы за Европу), её возглавил генерал-фельдмаршал Альберт Кессельринг. Организация существует до сих пор, хотя и не имеет политического веса.

## Организационная структура
Штальхельм состоит из гау (Gau), по одному на избирательный округ, в составе крупных гау могли образовываться местные группы (Ortsgruppe) по одной на крупный город и несколько районов вокруг него.
Высший орган — Имперский съезд фронтовиков (Reichsfrontsoldatentag), между съездами — правление (Bundesvorstand), состоявшее из председателя (который по должности являлся командующим союза (Bundesführer) и которому напрямую были подчинены командующие обергрупп), управляющего делами (который по должности являлся капитаном союза) и членов.
Гау
Высший орган гау — съезд фронтовиков гау (Gaufrontsoldatentag), между окружными съездами — окружное правление (Gauvorstand), состоявшее из председателя окружного правления (Gauvorsitzender) и членов.
Местные группы
Высший орган местной группы — общее собрание (Generalversammlung), между общими собраниями — правление местной группы (Ortsgruppenvorstand), высшее должностное лицо местной группы — председатель местной группы (Ortsgruppenvorsitzender).
Основные формирования
Организация состояла из обергрупп (Obergruppe) (примерно соответствовали корпусам в армии), каждая обергруппа — из нескольких дивизий (Division) и одного или нескольких кавалерийских полков, каждая дивизия — из нескольких пехотных полков (Regiment), одного батальона связи и одного батальона снабжения, каждый полк — из нескольких батальонов (Batallion), каждый батальон — из нескольких рот (Kompanie), каждая рота — из нескольких взводов (Zug), каждый взвод — из нескольких отделений (Gruppe). 
Смежные организации
Молодёжные организации — «Юнгштальхельм» (Jungstahlhelm), «Союз Шарнхорста» (Scharnhorstbund), Круг студентов «Лангемарк» (Studentenring Langemarck). Женская организация — «Союз Королевы Луизы» (Bund Königin Luise). При «Стальном шлеме» существовала и более широкая организация — Ландштурм Стального шлема (Landsturm Der Stahlhelm).

## Звания
Цвет петлиц: чёрный — сухопутные, жёлтый — кавалерия, оранжевый — вестовые и радио, розовый — автомобили и танки, красные (+ аксельбант) — штаб бундесфюрера Франца Зельдте.
| Петлица | Погон | Звание                                                    |
| ------- | ----- | --------------------------------------------------------- |
|         |       | Бундесфюрер (Франц Зельдте)                               |
|         |       | Бундесгауптман                                            |
|         |       | Обергруппенфюрер                                          |
|         |       | Дивизионсфюрер                                            |
|         |       | Бригадефюрер                                              |
|         |       | Региментсфюрер                                            |
|         |       | Штабсфюрер                                                |
|         |       | Батальонсфюрер                                            |
|         |       | Компанифюрер                                              |
|         |       | Оберцугфюрер                                              |
|         |       | Цугфюрер                                                  |
|         |       | Оберфельдмайстер                                          |
|         |       | Фельдмайстер                                              |
|         |       | Группенфюрер                                              |
|         |       | Штабсверманн (нарукавная нашивка; петлица как у верманна) |
|         |       | Оберверманн(нарукавная нашивка; петлица как у верманна)   |
|         |       | Верманн                                                   |
| Source: |       |                                                           |